# Antocha (Antocha) perstudiosa
Antocha (Antocha) perstudiosa is een tweevleugelige uit de familie steltmuggen (Limoniidae). De soort komt voor in het Oriëntaals gebied.